# Eleanor Garatti
 Eleanor Agnes Garatti-Saville (ur. 12 czerwca 1909 w Belvedere, zm. 9 września 1998 w Walnut Creek) – amerykańska pływaczka. Wielokrotna medalistka olimpijska.
Specjalizowała się w stylu dowolnym. Brała udział w dwóch igrzyskach olimpijskich (IO 28, IO 32), na obu zdobywała medale. W 1928 byłą druga na dystansie 100 m stylem dowolnym, była również członkinią zwycięskiej sztafety amerykańskiej. Cztery lata później Amerykanki obroniły tytuł, zajęła trzecie miejsce na 100 metrów. Była wielokrotną mistrzynią Stanów Zjednoczonych.
W 1992 została przyjęta do International Swimming Hall of Fame.